# Asplenium elaphoglossoides
Asplenium elaphoglossoides är en svartbräkenväxtart som beskrevs av Carl Frederik Albert Christensen. Asplenium elaphoglossoides ingår i släktet Asplenium och familjen Aspleniaceae. Inga underarter finns listade.